# Stichopogon punctiferus
Stichopogon punctiferus är en tvåvingeart som beskrevs av Jacques-Marie-Frangile Bigot 1878. Stichopogon punctiferus ingår i släktet Stichopogon och familjen rovflugor.
Artens utbredningsområde är Mauretanien. Inga underarter finns listade i Catalogue of Life.